# 佩里约
佩里约（法語：Peyrieu，法語發音：[peʁjø]）是法国东部安省的一个市镇，属于贝莱区。

## 地理
佩里约（45°40'36"N, 5°40'39"E）面积14.13 平方千米，位于法国奥弗涅-罗讷-阿尔卑斯大区安省，该省份为法国东部省份，北起汝拉省，西北接索恩-卢瓦尔省，西接罗讷省和里昂大都会，南至伊泽尔省，东与萨瓦省、上萨瓦省和瑞士接壤。
与佩里约接壤的市镇（或旧市镇、城区）包括：布朗斯、伊济约、米尔和热利尼约、普雷梅泽勒、拉巴尔姆、比热地区阿尔布瓦。

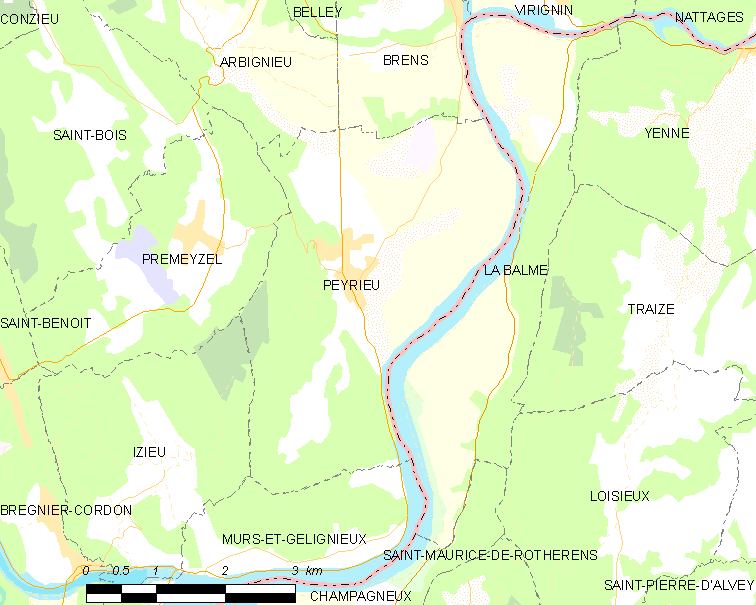
佩里约的OSM定位图

佩里约的时区为UTC+01:00、UTC+02:00（夏令时）。

## 行政
佩里约的邮政编码为01300，INSEE市镇编码为01294。

## 政治
佩里约所属的省级选区为贝莱县。

## 人口

1962-2008年间佩里约人口变化图示

佩里约于2022年1月1日时的人口数量为918人。